# Radiazione caratteristica
La radiazione caratteristica è la radiazione prodotta quando un elettrone accelerato urta un elettrone dell'orbitale interno dell'atomo di un anodo.
L'elettrone anodico viene quindi rimosso dal suo livello energetico, che viene occupato da un elettrone di un livello superiore: la radiazione X emessa corrisponde alla differenza di energia tra i 2 livelli, che quindi risulta essere caratteristica dell'atomo e dei livelli energetici stessi. Nel caso dei comuni tubi radiogeni, utilizzati nella radiodiagnostica, la radiazione caratteristica è quella del Tungsteno e corrisponde a 69,25 KeV.